# Gertrud Häusermann
Gertrud Häusermann, auch Gertrud Voegeli und Käthe Hausmann (geb. 7. August 1921 in Reuss-Gebenstorf, Kanton Aargau; gest. 29. März 2007 ebenda), war eine Schweizer Buchhändlerin und Jugendbuchautorin.

## Leben und Werk
Gertrud Häusermann war während ihrer Kindheit oft krank, was ihr späteres schriftstellerisches Schaffen beeinflusste. In Brugg besuchte sie die Bezirksschule und absolvierte anschliessend eine Buchhändlerlehre in der Buchhandlung Krauss am Graben in Aarau. Dort lernte sie Max Voegeli kennen, den sie 1948 heiratete. 
Als sie wegen einer Lungenerkrankung nicht mehr arbeiten konnte, schrieb sie, um ihren Lebensunterhalt zu verdienen, wie Voegeli und der Lektor Jost Balmer Kurzgeschichten für Zeitschriften. Diese erschienen unter einem Pseudonym und wurden von dem Dreiergespann kurz «O-Bein-Geschichten» oder «Hotzengeschichten» genannt. Ihr erstes Romanmanuskript trug den Titel Agathe Hubacher.
Nach der Heirat zog das Ehepaar 1948 in das Haus der Mutter von Voegeli nach Oberentfelden. Unter dem Pseudonym Käthe Hausmann schrieb sie u. a. die Bücher Barbara und Die Fischermädchen. Der Grafiker Felix Hofmann war für die künstlerische Ausstattung der Bücher verantwortlich. Voegeli-Häusermann war mit der Familie des Künstlers befreundet. 
Ab 1945 arbeitete sie als freie Schriftstellerin und verfasste zwischen 1947 und 1962 zwölf Mädchenromane. 1958 liess sich das Schriftstellerehepaar scheiden und Häusermann zog aus der gemeinsamen Wohnung wieder in ihr Elternhaus. 1964 heiratete sie den weit entfernten Verwandten und Anglisten Hans Walter Häusermann. Zusammen lebten sie in Genf. Zwei Jahre nach seinem Tod zog sie 1981 wieder in ihr Elternhaus. Gertrud war eng mit der Malerin Ilse Weber befreundet und die Bretagne nannte sie ihre «Seelenheimat».
Für ihre autobiografischen Erzählungen Heimat am Fluss erhielt sie 1954 den Schweizer Jugendliteraturpreis. 1958 erhielt Gertrud Häusermann das «Diploma of Merit» des International Board on Books for Young People (IBBY).

## Veröffentlichungen (Auswahl)
- Barbara, 1946
- Irene. Ein Mädchen findet seinen Weg, 1947
- Licht und Schatten um Perdita, 1948
- Heimat am Fluss, 1953
- Die Fischermädchen, 1954
- Katja, 1956
- Die silberne Kette, 1956
- Die Geschichte mit Leonie, 1958
- Simone, 1960